# Marie Lataste
Marie Lataste (geboren am 21. Februar 1822 in Mimbaste bei Dax, Frankreich; gestorben am 10. Mai 1847 in Rennes) war eine französische Mystikerin und Ordensschwester in der Société du Sacré-Coeur de Jésus (Gesellschaft vom Heiligen Herzen Jesu (Sacré-Cœur))

## Leben
Marie Lataste wurde am 21. Februar 1822 in dem kleinen Ort Mimbaste im Südwesten Frankreichs geboren. Ihre Eltern waren einfache Landarbeiter und so war ein Schulbesuch für Marie und ihre beiden Schwestern nicht möglich. Ihre Mutter, die selbst nur die ersten vier Klassen der Grundschule besuchen konnte, versuchte den Kindern die wichtigsten Grundkenntnisse des Lesens und Schreibens, aber auch das Nähen und Spinnen beizubringen. Man lebte ein einfaches, durch Arbeit und Verzicht geprägtes, aber durch einen tiefen Glauben erfülltes Leben.
Im Gegensatz zu ihren beiden Schwestern war Marie ein sehr lebhaftes und eigensinniges Kind und auch die Lehren der Kirche, die ihr die Mutter zu vermitteln versuchte, drangen nur schwer zu ihr durch. Erst als sie im Alter von zwölf Jahren zur ersten Kommunion zugelassen werden sollte, begann Marie sich ernsthaft mit den Glaubenslehren zu beschäftigen. Diese erste Kommunion war für Marie ein tiefgreifendes Erlebnis, bei der sie die Gegenwart Jesu sehr innig und lebhaft zu fühlen glaubte.
Laut eigener Erzählung erschien ihr seit dem siebzehnten Lebensjahr immer wieder Jesus, meistens während der heiligen Messe, und belehrte Marie über die Inhalte des Glaubens, der Religion und des christlichen Lebens.
Auf Geheiß ihres Beichtvaters Abbé Darbins kam es zur Niederschrift der Botschaften. Gemeinsam mit dem Direktor des Priesterseminars von Dax, Abbé Dupérier, prüfte er sorgfältig alle Aufzeichnungen Marie Latastes, bevor er sie dem zuständigen Bischof François Lanneluc von Aire zur Approbation vorlegte.
Nach der erfolgten Approbation wurden die Schriften im Jahr 1866 zunächst in Frankreich und nach zusätzlicher Approbation durch das bischöfliche Ordinariat in Augsburg im Jahr 1868 auch in Deutschland veröffentlicht. Eine aktuelle deutsche Version ist unter dem Titel Marie Lataste – Die Lehren Jesu erhältlich.
An einer Stelle ihrer Schriften wird die Verkündigung des Dogmas der Unbefleckten Empfängnis vorhergesagt. Da Marie Lataste schon im Jahr 1847, also sieben Jahre vor der Verkündigung dieses Dogmas im Jahr 1854 durch Papst Pius IX. gestorben ist, kann hier von einer prophetischen Aussage ausgegangen werden.
Im Mai 1844 trat Marie Lataste in das Kloster der Societé du Sacré-Coeur in Paris ein, wenig später wechselte sie in das neu gegründete Kloster in Rennes. Schon während ihrer Zeit als Novizin wurde sie krank und immer schwächer, dem die Ärzte zunächst mit Luftveränderungen und kräftiger Nahrung zu entgegnen versuchten. Am 10. Mai 1847 verstarb Marie Lataste, nachdem sie auf dem Sterbebett noch die Ordensgelübde ablegte.
Als Abbé Dupérier von dem frühen Tod Marie Latastes erfuhr, schrieb er in einem Brief an die Oberin des Sacé Coeur-Ordens: „Ich weiß nicht, soll ich Ihnen bei dieser Gelegenheit kondolieren oder gratulieren, da Sie nun eine Beschützerin mehr im Himmel haben, denn ich habe die feste Überzeugung, dass Schwester Marie eine Heilige war.“